# Caída de Assur
La Caída de Assur se produjo cuando la primera ciudad y antigua capital del Imperio neoasirio cayó en manos de fuerzas lideradas por los medos. El saqueo de la ciudad que siguió destruyó la ciudad hasta cierto punto; sin embargo, se recuperó durante el Imperio Aqueménida y parece haber sido un estado asirio semi o totalmente independiente durante el Imperio Parto antes de ser conquistada por los sasánidas a finales del siglo III d. C. La ciudad permaneció ocupada por asirios hasta las masacres de Tamerlán en el siglo XIV d. C.

## Antecedentes
Desde el final del reinado de Asurbanipal en el año 627 a. C. el Imperio neoasirio se encontraba en una posición expuesta y crítica; la guerra civil, las revueltas en Babilonia, Anatolia, Cáucaso y en el  Levante unidas a las invasiones medas, babilónicas y escitas resultaron ser demasiado para el imperio desgarrado por la guerra civil. En el 616 a. C., los babilonios establecieron su independencia de facto de los asirios.

## Asalto a la ciudad
En el 615 a. C., los medos y sus aliados conquistaron Arrapha. Al año siguiente, sitiaron Asur. Gran parte de lo que quedaba del ejército asirio estaba en Nínive, sin poder ayudar. Finalmente, tras sangrientos enfrentamientos cuerpo a cuerpo (posteriormente se encontraron muchos cráneos y esqueletos), la ciudad fue aparentemente tomada en el 614 a. C.